# Midlands (Zimbàbue)
|  | Aquest article tracta sobre la província de Zimbàbue. Vegeu-ne altres significats a «Midlands». |

Midlands  és una de les deu províncies de Zimbàbue. Ocupa una àrea de 49.166 km². La capital de la província és Gweru.

## Departaments

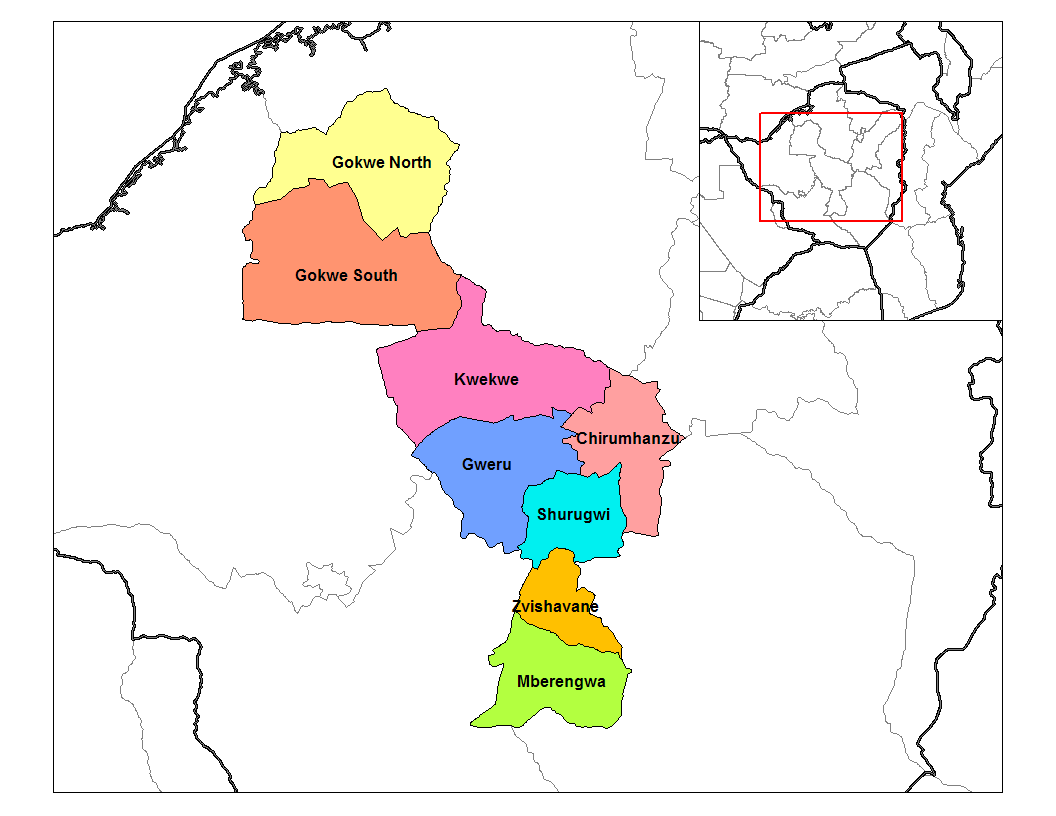
Departaments de Midlands

Midlands es divideix en 7 departaments: 
- Chirumhanzu
- Gokwe
- Gweru
- Kwekwe
- Mberengwa
- Shurugwi
- Zvishavane